# Вила Лујза
Вила Лујза је здање с краја 19. века, подигнута 1892. године типичне Палићке архитектуре. Налази се недалеко од обале Палићког језера у градском насељу Палић, у граду Суботици у Севернобачком округу. Од града Суботице је удаљено око 7 км.

## Локација
Вила Лујза се налази на око 50м од обале Палићког језера, у улици Обала Лајоша Вермеша, са погледом на језеро, окружена великим парком. У непосредној близини се налази Зоо врт, Женски штранд, тениски терени, једриличарски клуб, марина за бродове и многи ресторани.

## Историја
Вила Лујза је подигнута 1892. године су у оквиру спортског комплекса Лајоша Вермеша, истакнутог спортисте и оснивача Палићке олимпијаде 1880. године.

### Палићка олимпијада и Лајош Вермеш
На обали Палићког језера, 26. августа 1880. године окупили су се спортисти који су се надметали у три дисциплине: бацању кугле, скоку удаљ и рвању. Ове игре и у стручној литератури признате су као претеча модерних олимпијских игара, организованих 16 година пре обновљених игара у Атини 1896. године.
Идејни творац, организатор и мецена Палићке олимпијаде, био је Лајош Вермеш.
За потребе одржавања игара Лајош Вермеш почео је да гради и бројне објекте који и данас постоје на обали језера. Вилу Лујзу је подигао за своју мајку.

### О вили
Вила је изграђена у тада помодном швајцарском стилу, са обилатом употребом дрвета и цреповима од чувене Жолнаи керамике. Некада се ту  налазила асфалтна бициклистичка стаза, трибине, павиљони за вежбање, летња позорница и кафана.

## Вила данас
Вила Лујза је донедавно била казино, сада је ново реновирани луксузни објекат Вила Лујза.
У склопу Виле су и две терасе од којих се једна налази на самом крову објекта, одатле се пружа поглед на панораму парка и Палићког језера, док се друга налази испред самог улаза у Вилу.
Вила данас располаже са рецепцијом, 6 луксузних апартмана високог комфора, две раскошне трпезарије са погледом на језеро и паркингом.
Око виле Лујзе, као и других здања у њеној близини, је велики Палићки парк.

## Галерија
- Вила Лујза
- Вила Лујза
- Вила Лујза